# Митна вартість товару
М́итна вáртість товáру — ціна, що фактично сплачена або підлягає сплаті за товари та інші предмети, які підлягають митному обкладенню, на момент перетину митного кордону України. При визначенні митної вартості до неї включаються ціна товару, зазначена в рахунку-фактурі, а також такі фактичні витрати, якщо їх не включено до рахунку-фактури:
- на транспортування, навантаження, розвантаження, перевантаження та страхування до пункту перетину митного кордону України;
- комісійні та брокерські;
- плата за використання об'єктів інтелектуальної власності, що належить до даних товарів та інших предметів і яка повинна бути оплачена імпортером (експортером) прямо чи побічно як умова їх ввезення (вивезення).